# Parti républicain agraire et social
Le Parti républicain agraire et social (PRAS) est un parti politique fondé en février 1936 par le député des Vosges Louis Guillon et les Jeunesses agraires et paysannes, elles-mêmes issues du conservateur Parti agraire et paysan français (PAPF). Il disparaît en 1940.
L’échec du PRAS entraînera la création par les animateurs des JAP de l'Union républicaine paysanne, proche du Parti radical-socialiste, ainsi que des Jeunesses républicaines paysannes.